# Columbo
Columbo (titulada així internacionalment excepte a Espanya, on es va anomenar Colombo) és una sèrie de televisió estatunidenca creada per Richard Levinson i William Link. Després de dos episodis pilot, el 1968 i el 1971, als Estats Units, la sèrie es va emetre regularment entre el 1971 i el 1978, i esporàdicament, entre el 1989 i el 2003, fins a un total de 69 episodis. És un cas particular de telenovel·la, en el sentit que no hi ha crèdits comuns a tots els episodis i els episodis són llargmetratges creats per a televisió. Peter Falk encarna el personatge principal, el tinent Columbo, un detectiu d'homicidis de la policia de Los Angeles.

## Característiques
El tinent Frank Columbo és un famós policia del departament d'homicidis de la policia de Los Angeles que porta sempre una gavardina vella, fuma puros pudents i condueix un Peugeot 403 Gran Luxe Cabriolé atrotinat. De vegades va acompanyat pel seu gos, un basset hound anomenat, a falta d'un nom millor, Gos. Columbo esmenta sovint la seva esposa, que no apareix mai en la sèrie. El seu plat preferit és el xili amb carn amb xips de tortilla, unes vegades amb mongetes i altres sense (en la varietat hi ha el gust). Columbo no porta mai pistola ni recorre a la violència física.
La primera particularitat d'aquesta sèrie és que se sap sempre qui és l'assassí (el que es coneix com a història de detectius invertida; en anglès, howcatchem), ja que, tret d'excepcions, el crim es mostra al principi de cada episodi. I, malgrat poder-se observar com l'assassí, normalment de l'alta societat, prepara un crim en teoria perfecte, també se sap que el tinent Columbo descobrirà el criminal gràcies a un detall menor. Una vegada Columbo ha decidit qui és el culpable no el deixarà de petja ni un segon, i es farà passar passar per una persona despistada per enganyar el sospitós.
Una altra curiositat és que a l'escena del crim no hi ha mai sang. Els assassins són excel·lents tiradors, en el cas de fer servir una arma de foc, perquè la víctima mor instantàniament, o també si utilitzen objectes contundents. Columbo sempre es regira totes les butxaques per buscar-hi notes o proves, però mai per ensenyar la placa de policia. El seu puro sempre està a menys de la meitat. El porta apagat i l'encén sempre després de parlar amb l'assassí. Els assassins sempre són molt educats i correctes, i no oposen mai resistència quan els detenen. Els assassins s'inculpen en reconèixer que no tenen coartada.

## Actors, directors, guionistes
Nombrosos actors famosos han encarnat el paper de l'assassí: Leonard Nimoy, Robert Culp (tres vegades, amb diversos bigotis), Jack Cassidy (tres vegades, igualment), Ross Martin, Ed Begley Jr., Tyne Daly, William Shatner (dues vegades), Patrick McGoohan (diverses vegades), Robert Vaughn, Laurence Harvey, Ruth Gordon, Janet Leigh, John Cassavetes, Ray Milland, Ricardo Montalban, George Wendt, Johnny Cash, Martin Landau, Donald Pleasence, Louis Jourdan, Vera Miles, Roddy McDowall, Faye Dunaway, Fisher Stevens, Rip Torn, Billy Connolly, Ian Buchanan, Dick Van Dyke, José Ferrer, Oskar Werner, Richard Kiley, Robert Conrad, Tom Isbell i Theodore Bikel. La mateixa dona de Peter Falk, Shera Danese, ha aparegut en sis episodis de Columbo. D'altra banda, els directors van ser bastant més escollits del que és costum quan es tracta de fer pel·lícules de televisió: Richard Quine, Steven Spielberg, John Cassavetes (que també hi va intervenir com a actor), Patrick McGoohan i Jonathan Demme, entre altres de menys coneguts. Els guionistes més destacats, a part dels seus famosos creadors, Richard Levinson i William Link, van ser Steven Bochco (el guionista avui cèlebre del primer episodi i molts altres), Peter S. Fischer, William Driskill i Jackson Gillis.

## Seqüela o spin-off.Mrs. Columbo
Una sèrie derivada, Mrs. Columbo, es va començar a emetre el 1979, però va ser mal rebuda i, després de diversos canvis de nom, va desaparèixer ràpidament. Va decebre els fanàtics de la sèrie original perquè anava completament contra l'esperit de la senyora Columbo original, el principal atractiu de la qual era, precisament, que no se la podia veure mai, a pesar que en alguna ocasió semblava gairebé inevitable (en un episodi fins i tot apareix el seu plat i el seu seient buit a la taula, perquè acaba d'anar-se'n). A més, la senyora Columbo de la sèrie homònima estava divorciada del detectiu, una cosa simplement increïble, i el seu aspecte físic no es corresponia amb les al·lusions fetes per Columbo en la sèrie.

## Els misteris de la sèrie
- Poc se sap de la vida personal del detectiu, i tampoc es coneixen les seves dades personals, encara que al llarg dels capítols el mateix Columbo esmenta la seva esposa, mare, fills, cosins i cunyats, en algun cas amb el seu nom de pila o la seva professió.
- En l'episodi 2x03 (temporada x episodi) indica que és d'origen italià, tant per part de pare com de mare.
- No s'esmenta mai el seu nom de pila. Quan l'hi pregunten respon dient que és tinent, però en el capítol 1x03 ensenya el carnet de policia i es veu ben clar que hi diu Frank. En el capítol 2x01, "Estudi en negre", en la versió doblada a l'espanyol mexicà, quan coneix Audrey, una nena veïna de la víctima, li comenta que es diu Danny.
- En el capítol 3x06, "Ment mutilada", ell mateix reconeix que té fills i que la seva mare és viva. Cap al minut 17 mira de convèncer un ensinistrador de gossos perquè es quedi una altra setmana el seu gos, perquè, segons diu: "Tinc feina, i la meva dona i els fills han anat a veure la meva mare a Fresno." En el capítol 9x04, "Descansi en pau, Sra. Columbo", ell mateix comenta a l'assassina que no té fills. En el mateix capítol, ja cap al final, es pot veure una fotografia d'ell amb una dona que resulta que és la seva cunyada, ja que a la seva esposa les fotos no li agraden. En aquest capítol es dona a entendre que s'estimen, ja que, per acabar, ell li truca i se li sent dir: "Jo també t'estimo."
- En el capítol 1x03, "Pes mort", diu el nom del seu cunyat George, un gran pescador (min. 38:20). També el de la seva neboda Marilyn, la filla de la germana de la seva dona. Divorciada i casada de nou amb un policia, té sis fills (min. 1.11:40), encara que en el capítol 4×02, "Fora taca maleïda", esmenta que el seu cunyat és militar.
- En el capítol 12x06 diu que ha rebut una informació del seu cosí taxista.
- En el capítol 07x05, "Els conspiradors", esmenta un nebot que és aficionat al punt de creu i a l'halterofília.
- No obstant, es pot entendre que moltes d'aquestes informacions són falses. En el capítol 12x01, "Tot està en joc", on manté una tòrrida relació amb l'assassina, a qui finalment deté, quan el seu cambrer de confiança l'hi recrimina, li respon: "Escolta, si et creus tot el que et diu un policia, ets un babau."

## Doblatge
Jesús Nieto i Arturo López van ser els actors que van prestar la seva veu a Peter Falk en el doblatge de la sèrie en castellà a Espanya: l'un, en la primera etapa, i l'altre, en els telefilms posteriors i redoblatges de les primeres temporades. Luis Carrillo va doblar una gran part de la segona etapa, a partir del 1989.
Ramón Ramírez, locutor mexicà, va ser la veu en espanyol en el doblatge a Hispanoamèrica.
Tacho González dona veu al mític tinent en la versió en gallec, i Enric Isasi-Isasmendi, en la versió en català. A Catalunya, TV3 va emetre la sèrie "Columbo", amb una bona resposta per part del públic. També es va emetre en el canal privat 8TV.